# Maksim Sušinskij
Maksim Jur'evič Sušinskij (in russo Максим Юрьевич Сушинский?; Leningrado, 1º luglio 1974) è un ex hockeista su ghiaccio russo.

## Palmarès

### Mondiali
- 3 medaglie:
  - 1 oro (Canada 2008)
  - 2 argenti (Svezia 2002; Germania 2010)